# 罗伯特·塞尔费尔特
罗伯特·塞尔费尔特（瑞典語：Robert Selfelt，1903年5月22日—1987年8月24日），瑞典男子马术运动员。他曾代表瑞典参加1948年夏季奥林匹克运动会马术比赛，获得一枚银牌和一枚铜牌。